# باسل فطراوي
باسل فطراوي هو طبيب ورجل أعمال سوري مغترب ولد في 13 تموز 1978 في بلدة قلعة المضيق في محافظة حماة في سوريا.

## حياته
سافر إلى رومانيا عام 1996 م لدراسة الطب، تحصل على شهادة طب الأسنان من جامعة أوراديا في رومانيا في أيلول عام 2003 م، ثم سافر بعدها إلى الإمارات العربية المتحدة عام 2009 م ليبدأ في ريادة الأعمال، وهو متزوج من ياسمينا جانودي منذ عام 2018م، ولديه طفلة اسمها أيلا.

## العمل والخبرات
1. بدأ حياته المهنية في تأسيس شركة مختصة في المجال المعلوماتي في مدينة العين بدولة الإمارات ثم قام بالتعاون مع بعض الشركات الأوروبية لتوسيع أعماله في منطقة الخليج العربي.[2]
2. قام بعدها بانشاء شركة تختص بصناعة قطع الغيار للحفارات النفطية.[5]
3. انشأ شركة طيران في رومانيا ويملك اسطولاً جوياً مكوناً من طائرتي إيرباص و 6 طائرات من نوع ماكدونل دوغلاس أم دي-11.[6]
4. حصل على أول ترخيص لانشاء شركة طيران خاصة في سوريا عام 2006 م تحت اسم جولي للطيران (Joli Airlines)، لكن توقف المشروع بشكل مؤقت بسبب الإجراءات الروتينية المعقدة واندلاع الأزمة السورية لاحقاً.[5]
5. العمل على إنشاء شركة العين للطيران (Al-Ain Airlines) في دولة الإمارات العربية المتحدة.[5]

## الجوائز الحاصل عليها
1. قام ملك رومانيا بتكريمة وذلك في شهر أيلول عام 2016م.[7]
2. حاز على لقب سفير دائم لمنظمة الكينغ بوكسينغ العالمية “سوبر كومبات” لتنظيمه ورعايته لبطولة العالم للكينغ بوكسينغ.[8]